# Les Cent Printemps des poètes
 (avril 2017).
Si vous disposez d'ouvrages ou d'articles de référence ou si vous connaissez des sites web de qualité traitant du thème abordé ici, merci de compléter l'article en donnant les références utiles à sa vérifiabilité et en les liant à la section « Notes et références ».
Albums de Alain Meilland - Michel Grange - Gérard Pierron
Allumette (album)
(1984) Les dix (premiers) Printemps d'un poète
(2006)
Gérard Pierron, Alain Meilland et Michel Grange sont les interprètes des textes et chansons des Cent Printemps des Poètes, spectacle créé le 30 mars 1985 au Printemps de Bourges (salle du Centre régional de la chanson de Bourges). 
À partir d'une idée de Gérard Pierron, ce spectacle donne la parole aux poètes : Eugène Bizeau - Maurice Davau - Ulysse Dubois - Robert Grossin et Émile Joulain.

## Description

### Chants et textes
- Eugène Bizeau
- Maurice Davau
- Ulysse Dubois
- Michel Grange
- Robert Grossin
- Émile Joulain
- Alain Meilland[1]
- Gérard Pierron

### Arrangements
- Eddy Schaff

### Musiciens
- Marc Ducret (guitares)
- Eddy Schaff (piano - accordéon)
- Jean-Philippe Viret (contrebasse)

### Chœurs
- Philippe Ribaudeau
- Michel Vallet

### Fiche technique
- Enregistré en public le 30 mars 1985
- Au Printemps de Bourges (salle du Centre régional de la chanson de Bourges).
- Pochette :
  - recto : Eugène Bizeau par Georges Hodebert
  - intérieur et verso : Maquette de Joe Quilvin Zig/Zag
  - photogravure : Photoconcept
- Prise de son : Mick Martin - Norbert Weissbart réalisée au studio 16/18 du Centre régional de la chanson de Bourges
- Direction musicale et mixage : Eddy Schaff
- Réalisation et direction artistique : Gérard Pierron

* Remerciements à Maurice Frot pour le titre du spectacle et à Pierre Morizet de Radio-France Berry Sud pour l'enregistrement de la voix d'Eugène Bizeau.
- Édité par : Le Vagabond / Éditions Christian Pirot /

13, rue Maurice-Adrien 37540 Saint-Cyr-sur-Loire.
- Coproduction :
  - - CRC - Centre régional de la chanson de Bourges 22, rue Henri-Sellier 18000- Bourges.
  - - disques JAM - BP 31 - 37210 - Vouvray.
- Collection Colporteur
- Distribution :
  - - JAM - BP 31 - 37210 - Vouvray.
- Référence : disque 33 T. stéréo no 0485/EB54

### Distinction
Le disque (33 t) Les Cent Printemps des Poètes a obtenu le prix de l'Académie Charles-Cros en 1986 (catégorie Patrimoine)

## Face 1
1. De l'absence d'Eugène Bizeau(Alain Meilland - Christian Pirot) 1 min 40 s -
2. J'écris depuis longtemps(Eugène Bizeau lu par Maurice Davau) 1 min 02 s -
3. Rêve-Creux(Eugène Bizeau - Gérard Pierron) 2 min 44 s - interprétation = Gérard Pierron
4. À côté d'l'église(Robert Grossin) 2 min 05 s - interprétation = Robert Grossin
5. Intervention d'Alain Meilland(Alain Meilland) 37 s -
6. Maurice Davau-Autoportrait !(Maurice Davau) 2 min 30 s - interprétation = Maurice Davau
7. Aguieu Bayard !(Maurice Davau-musique Gérard Pierron) 3 min 00 s - interprétation = Maurice Davau
8. Terrain vague(Manuelle Campos) 2 min 43 s - interprétation = Michel Grange
9. Intervention d'Eddy Schaff(Eddy Schaff) 51 s -
10. Vous allez bisquer(Ulysse Dubois) 4 min 10 s - interprétation = Ulysse Dubois
11. Intervention d'Alain Meilland(Alain Meilland) 33 s -
12. La Paysanne(Gaston Couté - Gérard Pierron) 2 min 43 s - interprétation = Alain Meilland - Michel Grange

## Face 2
1. Douceur angevine(Pierre d'Anjou - Maxime Belliard) 1 min 56 s - interprétation = Émile Joulain
2. Intervention de Jean-Philippe Viret(Jean-Philippe Viret) 1 min 23 s -
3. Émile Joulain-Autoportrait !(Émile Joulain) 32 s - interprétation = Émile Joulain
4. Les Peupliers (1)(Émile Joulain - musique Eddy Schaff) 1 min 56 s - interprétation = Émile Joulain
5. Les Peupliers (2)(Émile Joulain - musique Eddy Schaff) 1 min 43 s - interprétation = Émile Joulain
6. Pacifiste(Eugène Bizeau - musique Alain Meilland) 3 min 06 s - interprétation  = Alain Meilland
7. En liberté non surveillée(Robert Grossin - musique Gérard Pierron) 1 min 51 s - interprétation  = Robert Grossin
8. Venez vous saquer dans ma chanson(Ulysse Dubois) 4 min 22 s - interprétation  = Ulysse Dubois
9. Intervention d'Émile Joulain(Émile Joulain) 42 s -
10. Les filles de la Loère !(Émile Joulain - musique Gérard Pierron) 6 min 42 s - interprétation  = Émile Joulain
11. Les Cente Printemps des Poètes(Eugène Bizeau) 3 min 26 s - interprétation  = Eugène Bizeau lu par lui-même le 29 mai 1985 à Veretz, dans sa maison le jour de ses 102 ans.